# Enguerrand du Suau de la Croix
 (septembre 2023).
Enguerrand du Suau de la Croix est un émailleur et joailler français, particulièrement reconnu pour ses créations Art nouveau.

## Biographie

Blason de la famille du Suau de La Croix, en Dauphiné

Son père Daniel Hippolyte et sa mère Pauline sont tous deux natifs de Louisiane
. Henri Frédéric Emmanuel Enguerrand est né dans une famille noble, au château de Petit-Val à Sucy-en-Brie le 13 octobre 1840 et mort à Paris le 19 mars 1914.

## Œuvres
Enguerrand du Suau a pratiqué maintes spécialités de l'émail, notamment le plique-à-jour
 et le cloisonné
. Les collections dues à l'artiste au musée d'Orsay comptent plusieurs centaines de pièces

. Le musée conserve à son sujet un fonds d'archives consultable sur place
.